# Стрихнос колючий
Стрихнос колючий (лат. Strychnos spinosa), или Чилибуха колючая, или Обезьяний апельсин — дерево, вид из рода Стрихнос семейства Логаниевые, происходящее из субтропической и тропической Африки. Его плоды съедобны, они сочные, сладко-кислые, жёлтой окраски, содержат многочисленные твёрдые коричневые семена.
Зеленовато-белые цветки растут в плотных соцветиях на концах ветвей. Плоды появляются только после хорошего дождя. Они гладкие, твёрдые, большие, зелёные; созревая, становятся жёлтыми. Внутренняя часть плода состоит из ядра, густо наполненного семенами и окружающей его мясистой съедобной мякотью. Плодами питаются бабуины и другие обезьяны — отсюда название Обезьяний апельсин (англ. Monkey orange), — а также антилопа Канна. Листья дерева служат кормом для различных видов антилоп (например, гну, импала) и слонов. Это дерево может расти на песчаных почвах и широко распространено в Эсватини, Мозамбике, Ботсване, Зимбабве, Намибии и Северной тропической Африке.